# Les Peperbol à l'exposition
Les Peperbol à l'exposition (titre en néerlandais : Familie Peperbol op de Wereldtentoonstelling) est un film belge réalisé par Émile-Georges De Meyst, sorti en 1935.

## Fiche technique
- Titre original : Les Peperbol à l'exposition
- Titre en néerlandais : Familie Peperbol op de Wereldtentoonstelling
- Réalisation : Émile-Georges De Meyst
- Scénario : Léo Berryer, Joris d'Hanswyck
- Musique : Géo Falcq
- Directeur de la photographie : Charles Lengnich
- Ingénieurs du son : Gustave J. Evrard, Jean Persoons
- Pays de production :  Belgique
- Format : Noir et blanc  - 1,37:1 - Mono

## Distribution
- Berthe Charmal : Madame Peperbol
- Joë Miller : Monsieur Peperbol
- Francis Dupret
- Hélène Dussart
- Albert Alberty
- Reyet

## Problèmes techniques et remake
Des soucis techniques (notamment une désynchronisation irrémédiable) mènent le film dans une impasse. Un an plus tard, le réalisateur tourne un remake à l’Exposition des Arts et Métiers à Paris. Le résultat est Les Gangsters de l’expo.